# Federación Atlética de Chile
La Federación Atlética de Chile (Fedachi) es la encargada de las disciplinas atléticas en Chile. Fue creada el 21 de mayo de 1914 como Asociación de Sports Atléticos de Chile, y en 1918 pasó a llamarse Asociación de Deportes Atléticos de Chile. de las disciplinas atléticas en Chile. Fue creada el 21 de mayo de 1914 como Asociación de Sports Atléticos de Chile, y en 1918 pasó a llamarse Asociación de Deportes Atléticos de Chile.

## Afiliaciones
Esta confederación está afiliada a las siguientes organizaciones internacionales:
- Asociación Internacional de Federaciones de Atletismo
- Confederación Sudamericana de Atletismo (CONSUDATLE)
- Asociación Panamericana de Atletismo
- Asociación Iberoamericana de Atletismo